# توني لونغ تشيو واي
توني لونغ تشيو واي (بالصينية: 梁朝偉) مواليد 27 يونيو 1962 في هونغ كونغ، هو ممثل ومغن هونغ كونغي فائز بعدة جوائز، بدأ مسيرته الفنية عام 1982. فاز بجائزة أفضل ممثل في مهرجان كان السينمائي عن دوره في الفيلم الذي أخرجه وونغ كار واي بعنوان في مزاج للحب.

## أعماله
- القتال من أجل الحب
- في مزاج للحب
- جميلة
- شؤون جهنمية
- شؤون جهنمية 2
- 1905
- الحرب الصامتة
- زهور شنغهاي

## الترشيحات والجوائز
| السنة | الحدث                   | الفئة           | النتيجة |
| ----- | ----------------------- | --------------- | ------- |
| 2008  | جوائز السينما الآسيوية  | أفضل ممثل       | فوز     |
| 2000  | مهرجان كان السينمائي    | أفضل ممثل       | فوز     |
| 1988  | جوائز هونغ كونغ للأفلام | أفضل ممثل مساعد | فوز     |
| 2003  | جوائز هونغ كونغ للأفلام | أفضل ممثل       | فوز     |

## وصلات خارجية
- توني لونغ تشيو واي على موقع IMDb (الإنجليزية)
- توني لونغ تشيو واي على موقع الموسوعة البريطانية (الإنجليزية)
- توني لونغ تشيو واي على موقع روتن توميتوز (الإنجليزية)
- توني لونغ تشيو واي على موقع قاعدة بيانات الأفلام العربية
- توني لونغ تشيو واي على موقع ألو سيني (الفرنسية)
- توني لونغ تشيو واي على موقع ميوزك برينز (الإنجليزية)
- توني لونغ تشيو واي على موقع تيرنر كلاسيك موفيز (الإنجليزية)
- توني لونغ تشيو واي على موقع أول موفي (الإنجليزية)
- توني لونغ تشيو واي على موقع قاعدة بيانات الأفلام السويدية (السويدية)
- توني لونغ تشيو واي على موقع إن إن دي بي (الإنجليزية)